# Чемпионат Европы по академической гребле 2007
Чемпионат Европы по академической гребле 2007 года проводился с 21 по 23 сентября на Мальтанском озере в городе Познань (Польша). Этот чемпионат проходил после 34-летнего перерыва.

## Медалисты

### Мужчины
| Дисциплина              | Золото | Время   | Серебро | Время   | Бронза | Время   |
| ----------------------- | --- | ------- | --- | ------- | --- | ------- |
| M1x Одиночки            | Австрия · Ральф Крайбих | 7:08,35 | Литва · Миндаугас Гришконис | 7:09,68 | Болгария · Александр Александров | 7:10,94 |
| M2x Двойки парные       | Греция · Иоаннис Цамис · Иоаннис Христу | 6:28,78 | Хорватия · Марио Векич · Хрвое Юрина | 6:30,25 | Германия · Эрик Книттель · Тим Бартельс | 6:30,70 |
| M2- Двойки распашные    | Сербия · Горан Ягар · Никола Стоич | 6:44,30 | Польша · Пётр Хойка · Ярослав Годек | 6:46,35 | Италия · Джузеппе Де Витта · Андреа Пальмизано | 6:46,66 |
| M4x Четвёрки парные     | Россия · Никита Моргачёв · Алексей Свирин · Александр Корнилов · Никаэль Бикау-Мфансе                                                                  | 5:56,06 | Италия · Лука Гецци · Федерико Гаттинони · Симоне Виньер · Симоне Райнери | 5:58,38 | Беларусь · Валерий Родевич · Денис Мигаль · Станислав Щербаченя · Андрей Плешков                                                                                               | 6:01,79 |
| M4- Четвёрки распашные  | Чехия · Михал Хорват · Ян Грубер · Милан Брунцвик · Карел Неффе                                                                                        | 6:10,38 | Германия · Фокке Бекманн · Рихард Шмидт · Себастьян Шмидт · Кристоф Вильке | 6:12,48 | Греция · Георгиос Цомпанидис · Иоаннис Цилис · Георгиос Дзиаллас · Павлос Гаврилидис                                                                                           | 6:13,50 |
| M8+ Восьмёрки           | Чехия · Якуб Зоф · Якуб Фридбергер · Вацлав Халупа · Якуб Маковичка · Ян Шиндлер · Милан Долечек · Якуб Ганак · Ондржей Сынек · Олдржих Гейдушек (рул) | 5:44,80 | Польша · Михал Ставовский · Богдан Залевский · Славомир Кружковский · Себастьян Косиорек · Миколай Бурда · Войцех Гуторский · Пётр Бухальский · Рафал Хеймей · Даниэль Трояновский (рул) | 5:47,93 | Беларусь · Андрей Татарчук · Денис Якубов · Олег Москалёв · Андрей Демьяненко · Евгений Носов · Александр Дерновой · Вадим Лялин · Александр Козубовский · Пётр Петринич (рул) | 5:48,83 |
| Лёгкий вес              | |         | |         | |         |
| LM2x Двойки парные      | Венгрия · Жолт Хирлинг · Тамаш Варга | 6:36,99 | Греция · Димитриос Мугиос · Василиос Полимерос | 6:39,26 | Чехия · Ян Ветешник · Ондржей Ветешник | 6:45,75 |
| LM4- Четвёрки распашные | Италия · Иржи Влчек · Кателло Амаранте · Сальваторе Амитрано · Бруно Маскаренас                                                                        | 6:17,84 | Сербия · Велько Урошевич · Ненад Бабович · Горан Неделькович · Милош Томич | 6:20,49 | Россия · Илья Ащин · Александр Савкин · Александр Зюзин · Сергей Букреев | 6:23,01 |

### Женщины
| Дисциплина           | Золото | Время   | Серебро | Время   | Бронза | Время   |
| -------------------- | --- | ------- | --- | ------- | --- | ------- |
| W1x Одиночки         | Болгария · Румяна Нейкова | 7:36,23 | Чехия · Мирослава Кнапкова | 7:39,46 | Швеция · Фрида Свенссон | 7:49,29 |
| W2x Двойки парные    | Чехия · Габриэла Варжекова · Йитка Антошова | 7:12,99 | Финляндия · Санна Стен · Минна Ниеминен | 7:14,68 | Беларусь · Анна Нахаева · Ольга Березнёва | 7:17,58 |
| W2- Двойки распашные | Германия · Ленка Вех · Марен Дерлин | 7:18,00 | Россия · Вера Почитаева · Алевтина Подвязкина | 7:30,90 | Румыния · Аделина Кожокариу · Николета Альбу | 7:34,60 |
| W4x Четвёрки парные  | Украина · Светлана Спиряхова · Наталья Губа · Елена Олефиренко · Татьяна Колесникова                                                                                     | 6:42,34 | Румыния · Йонелия Някшу · Эникё Барабаш · Камелия Лупашку · Роксана Коджану                                                                                             | 6:47,50 | Германия · Софи Дунсинг · Юлия Рихтер · Юдит Альдингер · Лена Мёбус                                                                                        | 6:47,64 |
| W8+ Восьмёрки        | Румыния · Родика Шербан · Вьорика Сусану · Симона Мушат · Ана Мария Апакицей · Аурика Бэрэску · Йоана Папук · Джорджета Андрунаке · Дойна Игнат · Елена Джорджеску (рул) | 6:23,24 | Германия · Жозефина Вартенберг · Марлен Зинниг · Соня Циглер · Катрин Райнерт · Керстин Науманн · Надине Шмутцлер · Нина Венгерт · Зильке Гюнтер · Аннина Руппель (рул) | 6:27,87 | Великобритания · Джо Кук · Линдси Магуайр · Элис Фриман · Ребекка Роу · Викки Этибет · Лорен Фишер · Анна МакНафф · Викки Майерс · Ребекка Доубиггин (рул) | 6:32,58 |
| Лёгкий вес           | |         | |         | |         |
| LW2x Двойки парные   | Греция · Хриси Бискици · Александра Циаву | 7:21,03 | Польша · Магдалена Кемниц · Илона Мокроновская | 7:23,51 | Италия · Эрика Белло · Лаура Милани | 7:26,57 |

## Командный зачёт
| Место | Страна         | Золото | Серебро | Бронза | Всего |
| ----- | -------------- | ------ | ------- | ------ | ----- |
| 1     | Чехия          | 3      | 1       | 1      | 5     |
| 2     | Греция         | 2      | 1       | 1      | 4     |
| 3     | Германия       | 1      | 2       | 2      | 5     |
| 4     | Италия         | 1      | 1       | 2      | 4     |
| 5     | Россия         | 1      | 1       | 1      | 3     |
| 5     | Румыния        | 1      | 1       | 1      | 3     |
| 7     | Сербия         | 1      | 1       | 0      | 2     |
| 8     | Болгария       | 1      | 0       | 1      | 2     |
| 9     | Австрия        | 1      | 0       | 0      | 1     |
| 9     | Венгрия        | 1      | 0       | 0      | 1     |
| 9     | Украина        | 1      | 0       | 0      | 1     |
| 12    | Польша         | 0      | 3       | 0      | 3     |
| 13    | Литва          | 0      | 1       | 0      | 1     |
| 13    | Финляндия      | 0      | 1       | 0      | 1     |
| 13    | Хорватия       | 0      | 1       | 0      | 1     |
| 16    | Беларусь       | 0      | 0       | 3      | 3     |
| 17    | Великобритания | 0      | 0       | 1      | 1     |
| 17    | Швеция         | 0      | 0       | 1      | 1     |
| Всего | Всего          | 14     | 14      | 14     | 42    |

 Страна — хозяйка соревнований